# ポーソン・カンド反応
ポーソン・カーン反応 (Pauson–Khand reaction) とは、アルキン、アルケン、そして一酸化炭素が[2+2+1]-環化付加反応で結びついて α,β-シクロペンテノンを与える化学反応のこと（下式）。最初に報告されたときの触媒はジコバルトオクタカルボニル (Co2(CO)8) であったが、その後の研究により他の触媒で代用されるようになった。

上の例のように非対称なアルケンやアルキンを基質とした分子間反応では位置選択性が問題となる。下の例のような分子内エンインでは位置選択的な環化が起こる。

ロジウムを中心金属とするウィルキンソン触媒 (RhCl(PPh3)3) は、トリフルオロメタンスルホン酸銀 (AgOTf) を助触媒としてポーソン・カーン反応を進行させる。

モリブデンヘキサカルボニル (Mo(CO)6) は一酸化炭素源としてはたらく。アレンとアルキンに加え、ジメチルスルホキシド中で加熱して環化させる。

鉄(0)-シクロブタジエン錯体に硝酸セリウム(IV)アンモニウム (CAN) を作用させて鉄を解離させると、自発的に [2+2+1]-環化が進行して縮合環化合物を与える。